# ディスメンバー
ディスメンバー（DISMEMBER）はスウェーデン、ストックホルム出身のデスメタルバンドであり、スウェーデンのデスメタルシーンの創生期から活動していた。2011年に解散したが2019年に再結成した。
初期の頃からストックホルムのサンライト・スタジオでプロデューサーのトマス・スコッグスベリと共に、チリチリとした高音のギターサウンドが特徴的なスウェディッシュ・デスメタルのサウンドをエントゥームドらと共に確立させ世界中に影響を与えた。今でも北欧デスメタルと言えば当時の彼らのようなサウンドのことを指すことが多い。
ブルータルなデスメタルサウンドだが所々でギターによる叙情的なメロディを導入した北欧デスメタルを確立した。
一聴しただけでディスメンバーだと分かる個性的な、チリチリとしたギターサウンドを確立し、初期の頃より典型的な北欧デスメタル路線を貫いてきたが、4thアルバム『Death Metal』よりメロディックデスメタル路線へ音楽性を変化させた。

## 略歴
1988年にフレッド・エストビー(Ds)、ダーヴィド・ブロムクイスト(G)、ローベルト・セネバック(Vo,B)の3人で結成された。2つのデモ・テープ『Dismembered』、『Last Blasphemies』を作成するが、1989年にエストビーの脱退により一旦解散してしまう。解散後、エストビーはマイケル・アモット、ヨハン・リーヴァらと共にカーネイジを結成する。ブロムクイストはエントゥームドに加入するが後にカーネイジに加入する。セネバックはアンリーシュドを結成する。1991年にマイケル・アモットがカーカスに加入したためカーネイジが活動停止状態になると、エストビー、ブロムクイストに加えてカーネイジの同僚マッティ・カルキの3名でディスメンバーを再結成し活動を再開。エントゥームドのニッケ・アンデションがギターソロでヘルプ参加してデモテープ『Reborn In Blasphemy』を作成する。その後、アンリーシュドで活動していたセネバックとカーボナイズドのリカルド・カベザ(B)が加わる。
1991年にニュークリア・ブラストと契約し、3月にストックホルムのサンライト・スタジオでプロデューサーのトマス・スコッグスベリと共にアルバムのレコーディングを行い、1stアルバム『Like An Ever Flowing Stream』を5月にリリース。このアルバムはエントゥームドのニッケ・アンデションがゲストとして、ほぼ全ての曲のギターソロを担当した。アルバムのリリース後、7月にはモービッド・エンジェルと共にヨーロッパをツアーし、デスやカンニバル・コープスらとツアーを行う。
1992年にミニアルバム『Pieces』を3月にリリースし、5月から7月にかけてナパーム・デス、オビチュアリーらとヨーロッパツアーに出てライブバンドとしての力を着実に付けていくが、7月にイギリスで1stアルバム収録の「Skin Her Alive」の歌詞が残虐すぎるという理由で罰金を課せられることになったが、後に裁判で勝利する。この事件がきっかけでディスメンバーの名前が広く認知されることとなった。
-
1993年に2ndアルバム『Indecent & Obscense』をリリースすると「Dreaming in Red」のPVがMTV Headbangers Ballで頻繁に流された。そして、初めてのアメリカツアーをサフォケイション、ディーサイドら行い、アメリカから戻ってからはヒポクリシー、アモルフィス、ベネディクションらとヨーロッパツアーを行う。1995年には、ミニアルバム『Casket Garden』をリリースし、その後3rdアルバム『Massive Killing Capacity』をリリースする。
1997年にはシングル『Misanthropic』と4thアルバム『Death Metal』をリリースするが、前作から一段とメロディックなアプローチに変化し、ほとんどメロディックデスメタルといっても差し支えないスタイルに変化した。2000年1月に5thアルバム『Hate Campaign』をリリースし、12月には初の来日公演を行う。当時のベーシスト、カベザは2002年のダーク・フューネラルのツアー・サポートとして参加し、春にはアメリカ、10月には日本公演を行った。
『Hate Campaign』リリース後、レコード会社から満足なサポートを受けられず関係が悪化していたバンドは、新たにカルマゲドン・メディアと契約を交わし、2004年3月に再び初期の頃のサウンドに回帰した6thアルバム『Where Ironcrosses Grow』をリリース。2003年5月27日にストックホルムで行われたライブの模様を収めた2枚組DVDをリリース。2005年には再度レコード会社をリゲイン・レコードに変え2006年2月に7thアルバム『The God That Never Was』をリリースし、9月にロシア、10月にヴァイタル・リメインズらとのアメリカへのツアーを行い、11月にはグレイブ、アンリーシュド、エントゥームドらとの「Masters of Death」ツアーを行った。
2007年に、オリジナルメンバーのエストビーが脱退し、トマス・ダウンが加入した。2008年には、バンド名を冠した8thアルバム『Dismember』をリリース。2009年にライブDVD『Under Blood Red Skies』をリリースした。
2011年10月16日に、解散が発表された。
2019年1月に再結成を発表した。1stアルバム～4thアルバム時のメンバー、カルキ (Vo)、ブロムクヴィスト (Lead G)、セネバック (Rhythm G)、カベザ (B)、エストビー (Ds)での再結成となった。

## 備考
- バンドロゴは元エントゥームドで現ヘラコプターズのニッケ・アンダーソンによるものである。
- ディスメンバーの特徴的なサウンドは、同じストックホルムで活動していたエントゥームドやプロデューサーのトマス・スコッグスベリらと一緒に作り上げたサウンドであったが、エントゥームドのデビューの方が先であり、エントゥームドの方が注目されていたことから、ディスメンバーはエントゥームドのサウンドを真似したバンドであるといった不当な評価を数年間受け続けた。その後、エントゥームドのサウンドが変化したこともあり徐々に正当な評価を受けるようになった。

## メンバー

### 現在のメンバー
- マッティ・カルキ　(Matti Kärki) (Vo)　(1991 - 2011, 2019 - )
カーネイジやセリオンでも活動していた。アット・ザ・ゲイツの2ndアルバム『With Fear I Kiss the Burning Darkness』でバック・ボーカルとして参加。
- ダーヴィド・ブロムクヴィスト　(David Blomqvist) (Lead G)　(1988 - 2011, 2019 - )
エントゥームド、カーネイジでも活動していた。
- ローベルト・セネバック　(Robert Sennebäck) (Rhythm G) (1988 - 1998, 2019 - )
時期によっては、ボーカルやベースを担当していたこともある。
アンリーシュド、ネクロフォビック、Souldevourerで活動していた。
- リカルド・カベザ　(Richard Cabeza) (B) (1991 - 1998, 2000 - 2004, 2019 - )
2002年にダーク・フューネラルのツアー・サポートとして参加した。
- フレッド・エストビー　(Fred Estby)  (Ds)　(1988 - 1989, 1990 - 2007, 2019 - )
カーネイジでも活動していた。現在はNecronautというソロプロジェクトを立ち上げ、活動している。また、サンライト・スタジオのハウス・プロデューサーのトマス・スコッグスベルグの元でエンジニアを務めた後に独立、現在はプロデューサーとしても活動している。

### 元メンバー
- マグナス・サールグレン　(Magnus Sahlgren) (G) (1998 - 2003)
ティアマットでも活動していた。
- マーティン・パーション　(Martin Persson) (G) (2003 - 2011)
シンズ・オブ・オミッションでも活動していた。
- シャーリー・ダンジェロ　(Sharlee D'Angelo) (B) (1998 - 2000)
キング・ダイアモンド、マーシフル・フェイトで活動した後、アーチ・エネミーに加入。他にシナジー、ウィッチリー等でも活動している。
- ヨハン・ベルゲバック　(Johan Bergebäck) (B) (2004 - 2005)
一時期はネクロフォビックと両方に在籍していたが、現在はネクロフォビックに専念している。
- トビアス・クリスティアンソン　(Tobias Cristiansson) (B) (2005 - 2011)
グレイヴで活動。
- トマス・ダウン (Thomas Daun) (Ds) (2007 - 2011)

### ゲスト
- ニッケ・アンデション　(Nicke Anderson) (G) (1991) 
元エントゥームドでドラムを担当していたが、現在はヘラコプターズでヴォーカル、ギターとして活動中。1stアルバム『Like an Ever Flowing Stream』でほとんどのギターソロを担当した。またディスメンバーのロゴも作成している。

## ディスコグラフィー

### アルバム
- 1991年 Like An Ever Flowing Stream
- 1993年 Indecent & Obscene
- 1995年 Massive Killing Capacity
- 1997年 Death Metal
- 2000年 Hate Campaign
- 2004年 Where Ironcrosses Grow
- 2006年 The God That Never Was
- 2008年 Dismember

### シングル・ミニアルバム
- 1991年 Skin Her Alive
- 1992年 Pieces
- 1995年 Casket Garden
- 1997年 Misanthropic

### デモ
- 1988年 Dismembered
- 1989年 Last Blasphemies
- 1989年 Rehearsal Demo '89
- 1990年 Reborn In Blasphemy

### ベスト
- 2005年 Complete Demos

### ビデオ
- 2004年 Live Blasphemies
- 2009年 Under Blood Red Skies